# Liste des plantes sauvages du Sahara
Cet article liste les plantes sauvages du Sahara.
La liste des Ptéridophytes est extraite de Anthelme et al., 2011.
La liste des Gymnospermes et Angiospermes se base sur le livre de Paul Ozenda Flore et végétation du Sahara. Sauf mention contraire (The plant list), les noms sont actualisés grâce à la base de données des plantes d'Afrique des Conservatoire et Jardin botaniques de la ville de Genève.

## Ptéridophytes
Actiniopteris radiata (Sw.) Link
Adiantum capillus-veneris L.Rochers suintants, grottes, orifice des foggaras.

Çà et là : Béni-Abbès, Touat, Hoggar et annexes, Tassili n'Ajjer, Fezzan, Sahara occidental, Mauritanie
Asplenium adiantum-nigrum L.Tibesti, très rare, au-dessus de 3 000 m.
Asplenium aethiopicum (Burm.f.) Bech. sens. lat.
Asplenium daghestanicum H.ChristEndémique du Tibesti.
Cheilanthes coriacea Decne.
Cheilanthes acrostica (Balb.) Tod.
Cheilanthes maderensis Lowe
Cosentinia vellea (Aiton) Tod.Rochers siliceux.

Sahara septentrional, dans la région prédésertique, rare (Bou Saâda) ; Littoral sud-marocain (Oued Draâ).
Cystopteris fragilis (L.) Bernh.
Equisetum ramosissimum Desf.Suintements, bord des mares.

Disséminé dans tout le Sahara.
Hypodematium crenatum (Forssk.) Kuhn
Marsilea aegyptiaca Willd.
Marsilea minuta L. var. minuta = Marsilea diffusa Lepr.
Negripteris quezelii TardieuApparemment endémique.
Ophioglossum polyphyllum A. Braun ex Seub.
Selaginella subcordata A. Braun ex Kuhn

## Gymnospermes

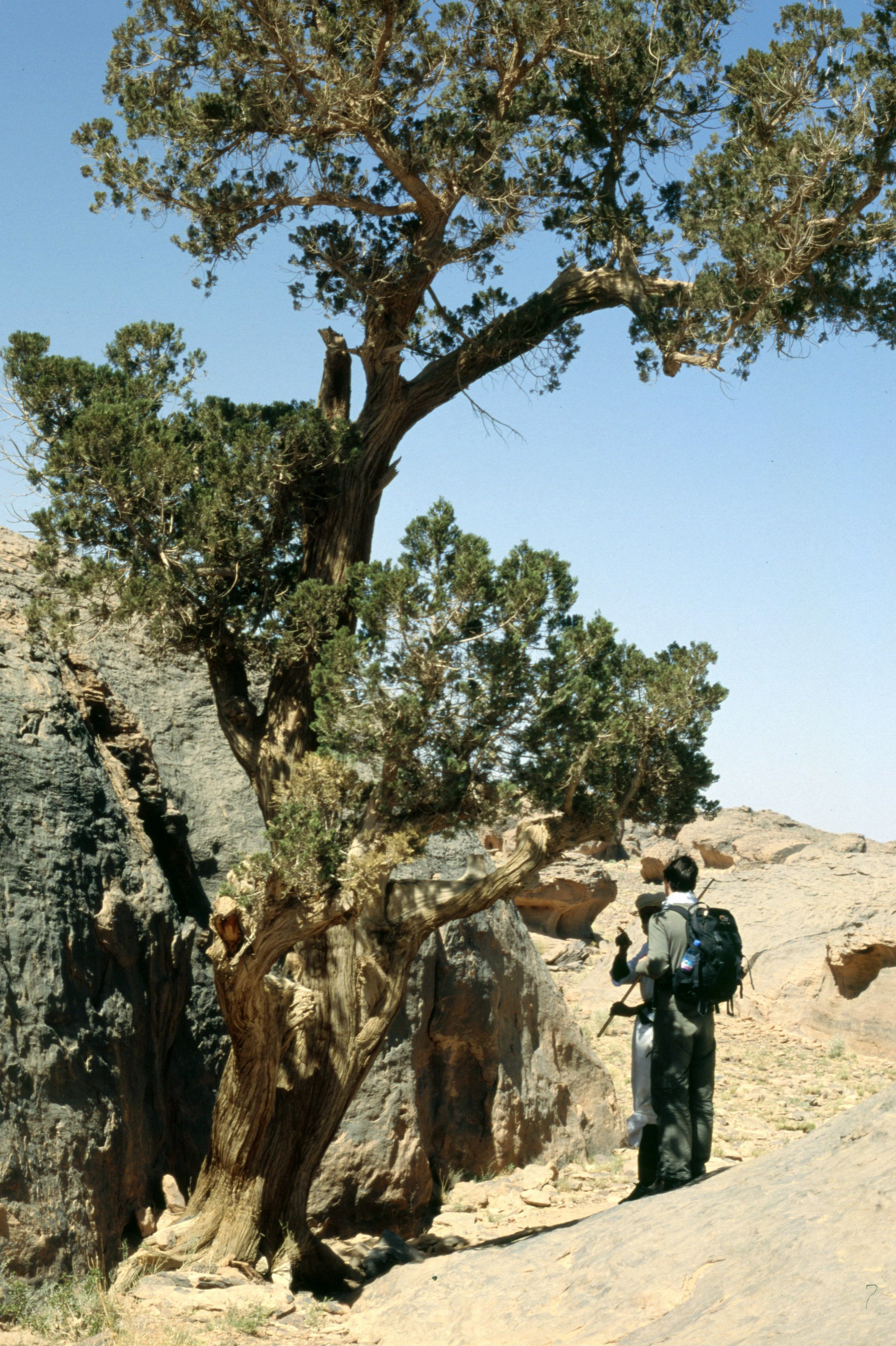
Le Cyprès du Tassili, endémique de ce plateau, est considéré comme en danger dans la Liste rouge de l'UICN.

Cupressus dupreziana A.CamusEndémique du Tassili n'Ajjer.

Les 233 arbres existants sont répartis sur une bande de 12 km de long par 6 km (en moyenne) de largeur, le long de la frontière sud-ouest du plateau du Tassili.
Espèce en danger selon la Liste rouge de l'UICN
Ephedra alata Decne. subsp. alata
Ephedra alata subsp. alenda (Stapf) Trab.
Ephedra altissima Desf.
Ephedra fragilis Desf.
Ephedra major Host
Ephedra rollandii Maire

Sahara occidental : Cheggar, Bir Moghreïn, Adrar (Mauritanie)
Ephedra tilhoana Maire

## Angiospermes monocotylédones
Albuca amoena (Batt.) J.C.Manning & Goldblatt
Andropogon distachyos L.
Aristida adscensionis L.
Aristida congesta Roem. & Schult. subsp. congesta
Aristida mutabilis Trin. & Rupr.
Aristida sieberiana Trin. ex Spreng.Endémique saharien.
Asparagus altissimus Munby
Asphodelus refractus Boiss.
Asphodelus tenuifolius Cav.
Bolboschoenus maritimus (L.) Palla subsp. maritimus
Bulbostylis densa subsp. afromontana (Lye) R.W.Haines
Cenchrus biflorus Roxb.
Cenchrus ciliaris L.
Cenchrus prieurii (Kunth) Maire
Chrysopogon aucheri (Boiss.) Stapf
Colchicum gramineum (Cav.) J.C.Manning & Vinn.
Cymbopogon schoenanthus (L.) Spreng.
Cyperus alopecuroides Rottb.
Cyperus articulatus L.
Cyperus capitatus Vand.
Cyperus conglomeratus Rottb.
Cyperus difformis L.
Cyperus esculentus L.
Cyperus fuscus L.
Cyperus iria L.
Cyperus laevigatus L.
Cyperus rotundus L.
Dichanthium annulatum (Forssk.) Stapf
Dichanthium foveolatum (Delile) Roberty
Dichanthium ischaemum (L.) Roberty
Digitaria bicornis (Lam.) Roem. & Schult.
Dipcadi longifolium (Lindl.) Baker
Dipcadi serotinum (L.) Medik.
Drimia noctiflora (Batt. & Trab.) StearnEndémique saharien.
Echinochloa colona (L.) Link
Eleocharis caduca (Delile) Schult.
Eleocharis palustris (L.) Roem. & Schult.
Elionurus royleanus Nees ex A.Rich.
Fimbristylis dipsacea (Rottb.) C.B.Clarke
Fimbristylis ferruginea (L.) Vahl
Fimbristylis tenera Schult.
Fuirena umbellata Rottb.
Hyparrhenia hirta (L.) Stapf
Hyphaene thebaica (L.) Mart.
Imperata cylindrica (L.) Raeusch.
Juncus acutus L.
Juncus articulatus L.
Juncus bufonius L.
Juncus capitatus Weigel
Juncus maritimus Lam.
Juncus obtusiflorus Ehrh.
Juncus punctorius L.f.
Juncus subulatus Forssk.
Kyllinga controversa Steud.
Lasiurus scindicus Henrard
Leersia hexandra Sw.
Lemna gibba L.
Lemna minor L.
Lygeum spartum L.
Mariscus congestus (Vahl) C.B.Clarke
Najas marina subsp. armata (H.Lindb.) Horn = N. major All.
Najas minor All.
Pancratium trianthum Herb.
Panicum repens L.
Panicum turgidum Forssk.
Pennisetum divisum (Forssk. ex J.F.Gmel.) Henrard
Pennisetum orientale A.Rich.
Pennisetum setaceum subsp. asperifolium (Desf.) Maire
Pennisetum violaceum (Lam.) Rich.
Phalaris canariensis L.
Phalaris minor Retz.
Phoenix dactylifera L.
Potamogeton crispus L.
Potamogeton nodosus Poir.
Potamogeton pectinatus L.
Potamogeton perfoliatus L.
Potamogeton pusillus L.
Potamogeton schweinfurthii A.Benn.
Pycreus mundtii Nees
Ruppia maritima L.
Schoenoplectus lacustris (L.) Palla
Schoenus nigricans L.
Scirpoides holoschoenus (L.) Soják
Setaria verticillata (L.) P.Beauv.
Stipa barbata Desf.
Stipa capensis Thunb.
Stipa parviflora Desf.
Stipa tenacissima L.
Stipagrostis acutiflora (Trin. & Rupr.) De WinterEndémique saharien.
Stipagrostis brachyathera (Coss. & Durieu) De Winter
Stipagrostis ciliata (Desf.) De Winter
Stipagrostis foexiana (Maire & Wilczek) De Winter
Stipagrostis hirtigluma (Steud. ex Trin. & Rupr.) De Winter subsp. hirtigluma
Stipagrostis obtusa (Delile) NeesEndémique saharien.
Stipagrostis plumosa (L.) Munro ex T.Anderson
Stipagrostis plumosa subsp. seminuda (Trin. & Rupr.) H.Scholz
Stipagrostis pungens (Desf.) De Winter subsp. pungens
Stipagrostis sahelica (Trab.) De Winter
Tragus racemosus (L.) All.
Tricholaena teneriffae (L.f.) Link
Tripidium ravennae (L.) H.Scholz
Typha angustifolia L.
Typha elephantina Roxb.
Vallisneria spiralis L.
Zannichellia palustris L.

## Angiospermes dicotylédones
Aptosimum pumilum L.